# Волощук, Ярослав Иванович
Ярослав Иванович Волощук (укр. Ярослав Iванович Волощук; 19 апреля 1926, Липовый Рог, Нежинский округ — 31 октября 2005, Киев) — советский и украинский спортсмен, тренер и спортивный организатор; Мастер спорта СССР, Заслуженный тренер Украинской ССР (1966, самбо; 1971, дзюдо) и Заслуженный тренер СССР(1968, самбо; 1975, дзюдо), судья международной категории (1972).

## Биография
Родился 19 апреля 1926 года в селе Липовый Рог, ныне Нежинского района Черниговской области Украины.
В 1933 году пошел в школу, но не окончил её из-за начавшейся Великой Отечественной войны. В начале войны семья Волощуков была эвакуирована в Куйбышевскую область. В 1943 году Волощук ушел на фронт. После ранения был демобилизован.
После войны занимался греко-римской борьбой, затем переключился на вольную борьбу. С 1949 года занимался самбо, выступал за спортивное общество «Динамо» (Киев). Его тренерами были — В. Штекель, В. Рыбалко, А. Ялтырян. Волощук становился чемпионом СССР (1954, 1955) и серебряным призёром чемпионата СССР (1958) в среднем весе. Также был многократным чемпионом Украинской ССР по вольной борьбе и самбо (1951—1954, 1957). Главный судья чемпионата СССР в 1962 году. В 1958 году окончил Киевский государственный институт физической культуры.
После окончания спортивной карьеры Волощук занимался тренерской деятельностью. Работал тренером сборной СССР по дзюдо на Олимпийских играх 1972 и 1976 годов. В числе его воспитанников — Валерий Двойников, Сергей Мельниченко, Сергей Новиков, Владимир Саунин, Александр Шуклин.
По окончании тренерской работы был вице-президентом Федерации дзюдо Украины.
Умер 31 октября 2005 года в Киеве. Похоронен на Байковом кладбище города.
Был награжден советскими орденами Трудового Красного Знамени, Отечественной войны II степени, Красной Звезды и Знак Почёта; украинским орденом «За мужество», а также многими медалями, в числе которых «За победу над Германией в Великой Отечественной войне 1941—1945 гг.», «За отвагу» и «За боевые заслуги». В 2004 году Я. И. Волощук был удостоен стипендии Кабинета Министров Украины.